# Скорынин (хутор)
Скорынин — хутор в Подгоренском районе Воронежской области.
Входит в состав Берёзовского сельского поселения.

## География
На хуторе имеется одна улица — Скорынин.

## Население
| 2010 |
| ---- |
| 13   |